# Emilia Clarke

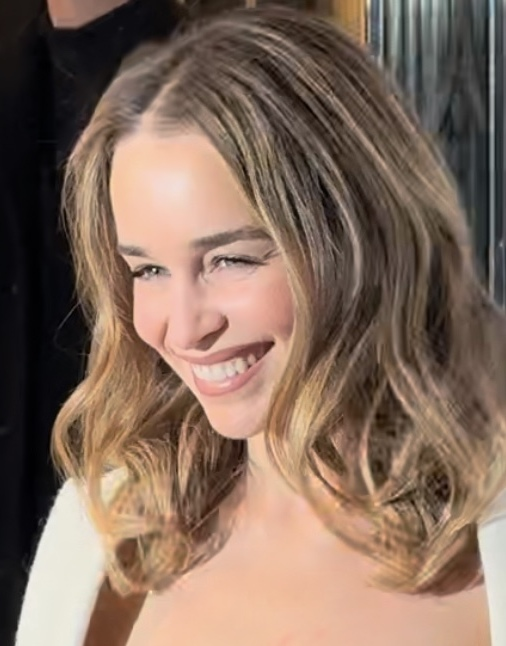
Emilia Clarke (2023)

Emilia Isobel Euphemia Rose Clarke MBE (* 23. Oktober 1986 in London, England) ist eine britische Schauspielerin, die durch ihre Rolle als Daenerys Targaryen in der Fantasyserie Game of Thrones bekannt wurde.

## Biografie

### Frühe Jahre und Ausbildung
Emilia Clarke wurde am 23. Oktober 1986 in London geboren und wuchs in Oxfordshire auf. Ihr Vater war Toningenieur am Theater, ihre Mutter Geschäftsfrau und ihr Bruder studierte Politik.
Clarkes Interesse an der Schauspielerei begann im Alter von drei Jahren, nachdem sie das Musical Show Boat gesehen hatte, bei dem ihr Vater mitarbeitete. Sie besuchte von 2000 bis 2005 in Oxford die St. Edwards School und von 2005 bis 2007 die Rye St Antony School, bevor sie ihr Studium am Drama Centre London absolvierte, das sie 2009 abschloss.

### Karriere
Clarke sammelte ihre ersten Erfahrungen in zwei Theaterstücken in St. Edwards, zehn Theaterstücken am Drama Centre London und 2009 bei einem Werbespot für die Hilfsorganisation Samaritans. Ihr Schauspieldebüt gab sie 2009 in der Rolle der Saskia Mayer in einer Folge der Seifenoper Doctors und 2010 als Savannah in Syfys Fernsehfilm Triassic Attack.
Der große Durchbruch für die Schauspielerin wurde die Rolle der Daenerys Targaryen in der HBO-Fantasyserie Game of Thrones, die auf der Buchreihe Das Lied von Eis und Feuer von George R. R. Martin basiert und von 2011 bis 2019 ausgestrahlt wurde.
Sie wurde als Ersatz für die britische Schauspielerin Tamzin Merchant, die aus unbekannten Gründen ausfiel, engagiert. Clarke gewann 2011 den EWwy-Award als Beste Nebendarstellerin in einer Dramaserie für ihre Rolle als Daenerys. Des Weiteren war Clarke im Jahr 2013 zum ersten Mal für einen Emmy-Award als Beste Nebendarstellerin in einer Dramaserie sowie 2014 für einen People’s Choice Award als Beste Sci-Fi/Fantasy-Schauspielerin nominiert.

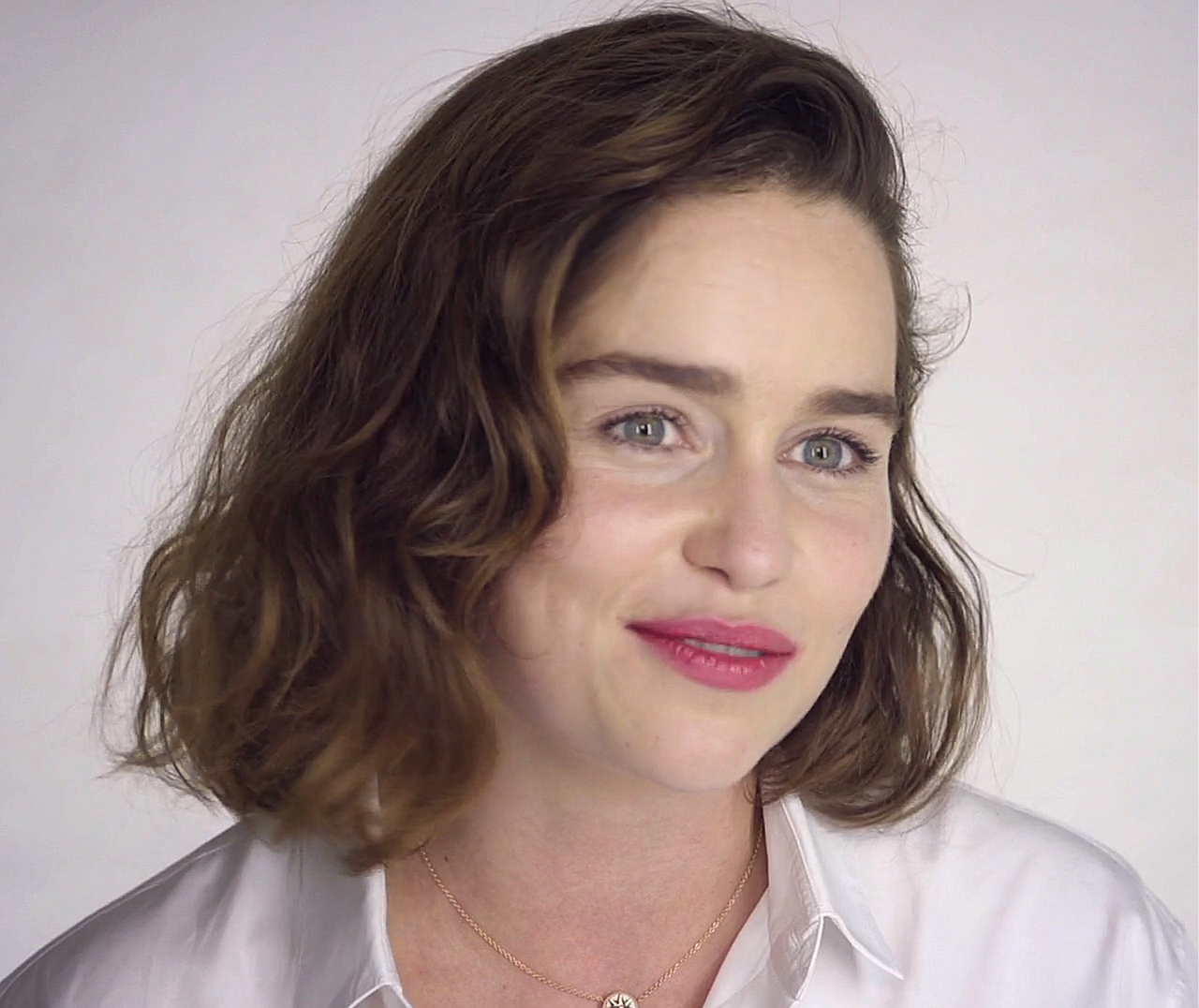
Emilia Clarke (2015)

In dem Science-Fiction-Film Terminator: Genisys übernahm sie die Rolle der Sarah Connor. 2016 war Emilia Clarke in dem Film Ein ganzes halbes Jahr an der Seite von Sam Claflin, Jenna Coleman und Charles Dance zu sehen. Er ist die Verfilmung des gleichnamigen Romans von Jojo Moyes.
2018 spielte sie die weibliche Hauptrolle im Star-Wars-Anthologie-Film Solo: A Star Wars Story. Ende 2019 war sie in dem Film Last Christmas in der Hauptrolle der Kate zu sehen.
2015 wurde sie vom Männermagazin Esquire zur „Sexiest Woman Alive“ gekürt. 2018 wurde sie in die Academy of Motion Picture Arts and Sciences aufgenommen, die jährlich die Oscars vergibt.

### Privatleben (Auswahl)
Emilia Clarke lebt im Londoner Stadtteil Hampstead. Im Jahr 2016 kaufte sie sich ein Haus in Venice Beach, Los Angeles.
Mit Mitte 20 erlitt Clarke zwei Hirnblutungen.
Von Herbst 2018 bis Frühjahr 2019 war sie mit Charlie McDowell, dem Sohn von Mary Steenburgen und Malcolm McDowell, liiert.

## Filmografie
- 2009: Doctors (Fernsehserie, Episode 11x89)
- 2010: Triassic Attack (Fernsehfilm)
- 2011–2019: Game of Thrones (Fernsehserie, 62 Episoden)
- 2012: Spike Island
- 2012: Shackled (Kurzfilm)
- 2013: Futurama (Fernsehserie, Episode 10x12, Stimme)
- 2013: Dom Hemingway
- 2015: Terminator: Genisys
- 2016: Robot Chicken (Fernsehserie, Episode 8x14, Stimme)
- 2016: Ein ganzes halbes Jahr (Me Before You)
- 2017: Animals. (Fernsehserie, Episode 2x01, Stimme)
- 2017: Thunderbirds Are Go (Fernsehserie, Episode 2x23, Stimme)
- 2017: Voice from the Stone – Ruf aus dem Jenseits (Voice from the Stone)
- 2018: Leading Lady Parts (Fernsehkurzfilm)
- 2018: Solo: A Star Wars Story
- 2019: Last Christmas
- 2019: Above Suspicion
- 2022: Maurice der Kater (The Amazing Maurice, Stimme)
- 2023: Baby to Go (The Pod Generation)
- 2023: Secret Invasion (Fernsehserie, 6 Episoden)

## Auszeichnungen und Nominierungen (Auswahl)
| Jahr | Auszeichnung                     | Für             | Kategorie                                                          | Resultat  |
| ---- | -------------------------------- | --------------- | ------------------------------------------------------------------ | --------- |
| 2011 | EWwy-Award                       | Game of Thrones | Beste Nebendarstellerin in einer Dramaserie                        | Gewonnen  |
| 2011 | Scream Awards                    | Game of Thrones | Herausragende Darstellung – Weiblich                               | Gewonnen  |
| 2011 | Scream Awards                    | Game of Thrones | Bestes Schauspielensemble in einer Dramaserie                      | Nominiert |
| 2013 | Primetime Emmy Award             | Game of Thrones | Beste Nebendarstellerin in einer Dramaserie                        | Nominiert |
| 2013 | Critics’ Choice Television Award | Game of Thrones | Beste Nebendarstellerin in einer Dramaserie                        | Nominiert |
| 2013 | Satellite Award                  | Game of Thrones | Beste Nebendarstellerin in einer Serie, Miniserie oder Fernsehfilm | Nominiert |
| 2015 | Primetime Emmy Award             | Game of Thrones | Beste Nebendarstellerin in einer Dramaserie                        | Nominiert |
| 2016 | Primetime Emmy Award             | Game of Thrones | Beste Nebendarstellerin in einer Dramaserie                        | Nominiert |
| 2016 | Critics’ Choice Television Award | Game of Thrones | Beste Nebendarstellerin in einer Dramaserie                        | Nominiert |
| 2018 | Critics’ Choice Television Award | Game of Thrones | Beste Nebendarstellerin in einer Dramaserie                        | Nominiert |
| 2019 | Primetime Emmy Award             | Game of Thrones | Beste Hauptdarstellerin in einer Dramaserie                        | Nominiert |